# Marino Bloudek
Marino Bloudek (Virovitica, 18. srpnja 1999.) je hrvatski srednjoprugaš i atletski reprezentativac. Uz Luciana Sušnja, jedini je Hrvat koji je istrčao 800 m ispod 1:45 minuta.
Dobitnik je Nagrade Dražen Petrović 2018. godine za najboljeg športaša, kao prvoplasirani na godišnjoj ljestvici europske atletike 2017./18. u disciplini 800 m u dvorani, te drugoplasirani na ljestvici Svjetskoga atletskog saveza.
Na mitingu u Ostravi oborio je 37 godina star hrvatski dvoranski rekord Predraga Melnjaka (iz 1988. u Torinu) na 800 metara (1:46.15) i završio peti. Četiri dana prije tog nastupa, na mitingu u francuskom Miramasu s rezultatom  za više od sekunde popravio osobni rekord (1:47.11), a dva tjedna prije na Prvenstvu Zagreba srušio i hrvatski dvoranski rekord na 1000 m (2:19.55).
Na Memorijalu „Irena Szewinska” u Bydgoszczu 30. svibnja 2025. istrčao je osobni rekord na 800 m (1:44.74). Desetak dana kasnije, na mitingu International de Montreuil, ponovno je istrčao osobni rekord (1:44.74).